# Rio Holmul (Guatemala)
Rio Holmul é um rio centro-americano da Guatemala.